# بريمية ولفية
بريمية ولفية (الاسم العلمي:Leptospira wolffii) هي نوع من البكتيريا تتبع جنس البريمية من فصيلة نظيرات البريمية.